# Episodi di Casualty (diciottesima stagione)
La diciottesima stagione della serie televisiva Casualty è stata trasmessa in anteprima nel Regno Unito da BBC One tra il 13 settembre 2003 e il 28 agosto 2004.
| nº | Titolo originale                 | Titolo italiano | Prima TV UK       | Prima TV Italia |
| -- | -------------------------------- | --------------- | ----------------- | --------------- |
| 1  | End of the Line (Part 1)         |                 | 13 settembre 2003 |                 |
| 2  | End of the Line (Part 2)         |                 | 14 settembre 2003 |                 |
| 3  | Breathe Deeply...                |                 | 20 settembre 2003 |                 |
| 4  | Perks of the Job                 |                 | 27 settembre 2003 |                 |
| 5  | Flash in the Pan                 |                 | 4 ottobre 2003    |                 |
| 6  | Against Protocol                 |                 | 11 ottobre 2003   |                 |
| 7  | Can't Let Go                     |                 | 18 ottobre 2003   |                 |
| 8  | Truth or Dare                    |                 | 25 ottobre 2003   |                 |
| 9  | In the Frame                     |                 | 1º novembre 2003  |                 |
| 10 | Black Dog Day                    |                 | 8 novembre 2003   |                 |
| 11 | Falling for a Friend             |                 | 15 novembre 2003  |                 |
| 12 | Second Best                      |                 | 22 novembre 2003  |                 |
| 13 | First Impressions                |                 | 29 novembre 2003  |                 |
| 14 | Christmas Spirit                 |                 | 6 dicembre 2003   |                 |
| 15 | Never Judge a Book               |                 | 13 dicembre 2003  |                 |
| 16 | Eat, Drink and Be Merry          |                 | 20 dicembre 2003  |                 |
| 17 | I Got It Bad and That Ain't Good |                 | 27 dicembre 2003  |                 |
| 18 | Ahead of the Game                |                 | 3 gennaio 2004    |                 |
| 19 | Where There's Life...            |                 | 10 gennaio 2004   |                 |
| 20 | No Weddings and a Funeral        |                 | 17 gennaio 2004   |                 |
| 21 | Emotional Rescue (Part 1)        |                 | 24 gennaio 2004   |                 |
| 22 | Emotional Rescue (Part 2)        |                 | 31 gennaio 2004   |                 |
| 23 | Passions and Convictions         |                 | 7 febbraio 2004   |                 |
| 24 | Fallen Hero                      |                 | 14 febbraio 2004  |                 |
| 25 | Taking Care                      |                 | 21 febbraio 2004  |                 |
| 26 | What Parents Do                  |                 | 28 febbraio 2004  |                 |
| 27 | Love and Loathing                |                 | 6 marzo 2004      |                 |
| 28 | Finding Faith                    |                 | 13 marzo 2004     |                 |
| 29 | Parenthood                       |                 | 27 marzo 2004     |                 |
| 30 | Another Perfect Day              |                 | 3 aprile 2004     |                 |
| 31 | I Love You, I Hate You           |                 | 10 aprile 2004    |                 |
| 32 | Forget Me Not                    |                 | 17 aprile 2004    |                 |
| 33 | Lock Down                        |                 | 24 aprile 2004    |                 |
| 34 | Much Wants More                  |                 | 1º maggio 2004    |                 |
| 35 | Breaking Point                   |                 | 8 maggio 2004     |                 |
| 36 | Don't Go There                   |                 | 23 maggio 2004    |                 |
| 37 | World Gone Wrong (Part 1)        |                 | 29 maggio 2004    |                 |
| 38 | World Gone Wrong (Part 2)        |                 | 30 maggio 2004    |                 |
| 39 | The Good Father                  |                 | 5 giugno 2004     |                 |
| 40 | Dreams and Disappointments       |                 | 17 luglio 2004    |                 |
| 41 | And the Bride Wore Red           |                 | 24 luglio 2004    |                 |
| 42 | A Dangerous Initiative           |                 | 31 luglio 2004    |                 |
| 43 | Inside Out                       |                 | 7 agosto 2004     |                 |
| 44 | Who Cares                        |                 | 14 agosto 2004    |                 |
| 45 | Love, Honour and Betray          |                 | 21 agosto 2004    |                 |
| 46 | Ring of Truth                    |                 | 28 agosto 2004    |                 |